# Rhagoletis chionanthi
Rhagoletis chionanthi är en tvåvingeart som beskrevs av Bush 1966. Rhagoletis chionanthi ingår i släktet Rhagoletis och familjen borrflugor. Inga underarter finns listade i Catalogue of Life.